# Bogom nocy równi
Bogom nocy równi – powieść Sergiusza Piaseckiego, wydana po raz pierwszy w 1938. Stanowi ona kontynuację powieści Piąty etap. Opisuje pracę i życie prywatne agenta wywiadu oraz realia Związku Sowieckiego i pogranicza polsko-radzieckiego pierwszej połowy lat 20. XX wieku. Książka oparta na wątkach biograficznych autora, który również pracował jako agent polskiego wywiadu w ZSRR.
Treść pisana była zarówno w osobie trzeciej jak i w pierwszej osobie jako pamiętnik.

## Treść
Akcja rozgrywa się pomiędzy kwietniem a listopadem 1923. Głównym bohaterem powieści jest Roman Zabawa, młody Białorusin pracujący dla polskiego wywiadu zakordonowego na terytorium sowieckim. Postanawia on zmienić znany z Piątego etapu charakter swojej pracy, agenta nielegalnie przekraczającego granicę i zalegalizować swój pobyt w Sowietach. Zabawa zatrudnia się pod fałszywym nazwiskiem Paweł Smolin w akumulatorowni Mińskiego Urzędu Telegraficznego, jednocześnie obejmując funkcję rezydenta Oddziału II Sztabu Generalnego Wojska Polskiego na terenie działalności sowieckiego Sztabu Frontu Zachodniego. W ciągu akcji bohater powraca do poprzedniego charakteru prowadzenia działań wywiadowczych. Powieść opisuje także życia prywatne Romana, który mieszkając w Mińsku, odnawia znajomość z dawną ukochaną Lizą.
Tłem akcji jest życie i przemiany społeczne w pierwszych latach istnienia Związku Sowieckiego. Opisane są różne postawy ludzi wobec wprowadzania komunizmu, zaobserwowane przez głównego bohatera jak i innych agentów polskiego wywiadu działających na sowieckiej Białorusi. Poruszone są takie zagadnienia jak Nowa Polityka Ekonomiczna, rola kobiet w społeczeństwie, narkomania, zderzenie ideałów z rzeczywistością, sytuacja żyjących na wolności osób uznanych za wrogów ludu, nadużycia władzy czy codzienne życie mińskich mieszczan.
Akcja powieści rozgrywa się również w Polsce, m.in. w Brześciu nad Bugiem, Stołpcach, Rakowie i w Baranowiczach oraz na polsko-sowieckim pograniczu.

## Wydania
Powieść po raz pierwszy ukazała się w 1938, tj. rok po zwolnieniu autora z więzienia, nakładem Towarzystwa Wydawniczego „Rój”. W 1950 Sergiusz Piasecki wydał skróconą wersję powieści, łącząc Piąty etap i Bogom nocy równi w jeden tom. Współczesne edycje opierają się na wydaniu z 1938.